# Turó de Montfort
El Turó de Montfort és una muntanya de 735 metres que es troba entre els municipis d'Arbúcies i de Riells i Viabrea, a la comarca de la Selva.